# Brandlbracke
Die Brandlbracke ist eine von der FCI anerkannte österreichische Hunderasse (FCI-Gruppe 6, Sektion 1.2, Standard Nr. 63).

## Herkunft und Geschichtliches
Als Ahnen der Rasse gelten die Keltenbracken, die sich mit der Völkerwanderung über ganz Europa verbreiteten. Im Mittelalter gab es über die Alpen verteilt tälerspezifische Schläge der Alpenbracke. Hieraus wurden im 19. Jahrhundert einige Rassen herausgezüchtet. 1884 wurde die Brandlbracke als erste in das Österreichische Hundezuchtbuch (ÖHZB) eingetragen.

## Kurzbeschreibung
Die Brandlbracke ist eng verwandt mit der Tiroler Bracke, der Steirischen Rauhhaarbracke, dem slowakischen Kopov, dem Bayerischen Gebirgsschweißhund. Sie ist eine mittelgroße Bracke mit 48 bis 56 cm Schulterhöhe. Die Brandlbracke hat einen kräftigen, aber elastischen Körper. Der Brustkorb ist breit, ziemlich tief und lang, der Bauch etwas aufgezogen. Der Kopf wird hoch getragen und hat meist stark ausgebildete Augenbrauen („Vieräugl“), die Behänge (Ohren) sind mittellang, die Augen klar, mit klugem Ausdruck, meist braun. Der Schwanz ist im Gang abwärts, bei der Suche aufwärts gerichtet. Die Farbe der Brandlbracke ist schwarz mit kräftigem, scharf abgesetztem, dunkelbraunem Brand.

## Verwendung
Die Brandlbracke wie auch die Steirische Rauhhaarbracke eignen sich für die Arbeit vor oder nach dem Schuss. Sie zeichnen sich besonders durch ihre Ruhe, extremen Fährtenwillen und Fährtensicherheit aus.
Je nach Ausbildung wird die Brandlbracke als Schweißhund oder als Stöberhund eingesetzt. Sie jagt spurlaut und findet auf Grund des Orientierungsvermögens immer wieder zu ihrem Führer zurück.